# Sensus plenior
Em exegese bíblica, a expressão  sensus plenior  (do latim "sentido mais pleno") é usada para descrever o "um sentido mais profundo do texto, desejado por Deus, mas não claramente pelo autor humano" . Contrapõe-se ao sentido literal.